# انزو فراری
انزو آنسلمو فراری (به ایتالیایی: Enzo Anselmo Ferrari) (زاده ۱۸ فوریه ۱۸۹۸ – درگذشته ۱۴ اوت ۱۹۸۸) در شهر ایتالیا و در خانواده‌ای اهل متولد شد. او مؤسس شرکت فراری تولیدکننده اتومبیل‌های سوپراسپورت است. انزو از کودکی علاقه ای به تحصیل پیشرفته نداشت ولی او از آن دوران هم به اتومبیل‌رانی علاقه‌ی زیادی داشت و روز هایی از هفته را همراه پدر خود و برادر خود دینو فراری به پیست اتومبیل‌رانی می‌رفتند و تماشا می‌کردند.

## دوران زندگی

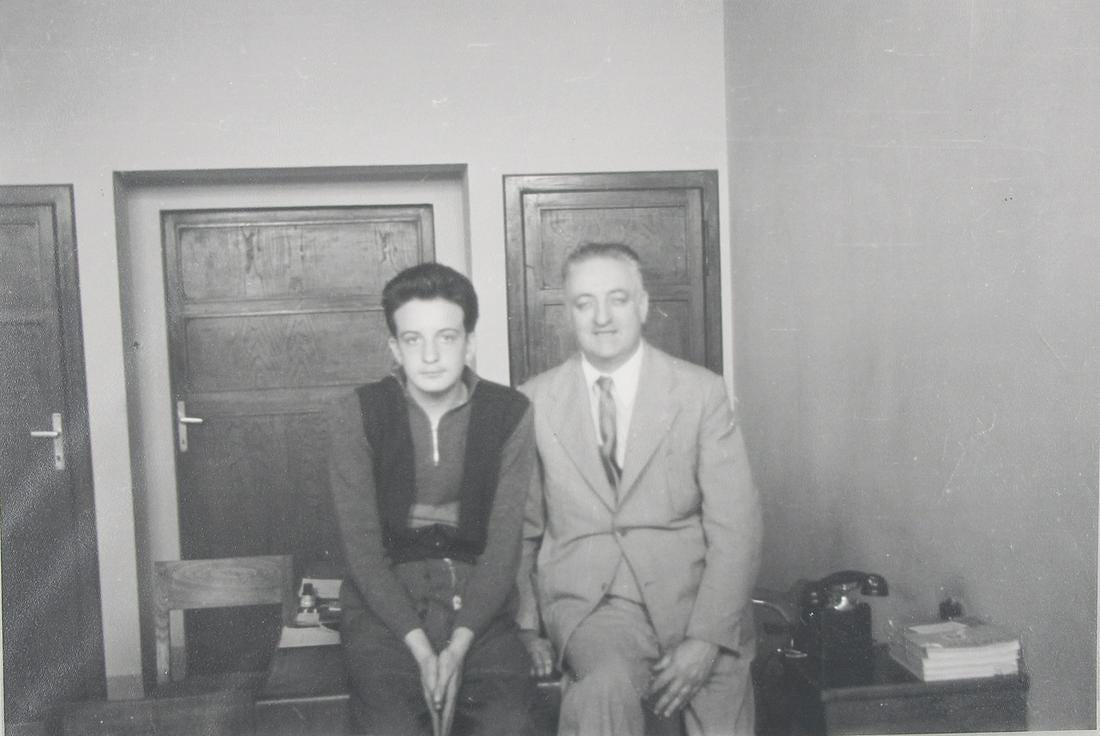
انزو فراری

انزو در جوانی علاقهٔ زیادی به تحصیلات رسمی و آکادمیک نداشت ولی شیفته مسابقات اتومبیل‌رانی بود.
وی دوران سربازی در جنگ جهانی اول (۱۹۱۴ -۱۹۱۸) در واحد نگهداری از چهارپایان آغاز نمود ولی در حین خدمت در سال ۱۹۱۶ بر اثر شیوع اپیدمی آنفلوانزا به‌شدت مریض شد و از سربازی معاف گردید در همان دوران پدر وی بر سر همین بیماری فوت شد.
بحران اقتصادی و مالی ناشی از جنگ باعث گردید تا شرکت خانوادگی آن‌ها ورشکسته شود و انزو فراری پس از سعی و تلاش ناموفق در آغاز بکار در کارخانه فیات، در شرکت کوچکی بنام CMN مشغول بکار گردید. شرکت CMN در زمینه تبدیل کامیون‌ها و انواع وانت به خودروی سواری فعالیت داشت.
فراری در سال ۱۹۱۹ با حضور در تیم اتومبیلرانی شرکت CMN وارد دنیای مسابقات گردید ولی موفقیت چندانی کسب ننمود. وی در سال ۱۹۲۰ شرکت CMN را برای کار در شرکت آلفا رومئو ترک نمود و توانست موفقیت قابل توجهی را در مسابقات محلی به‌دست آورد.
فراری پس از کسب موفقیت‌های متعدد، با علم به اینکه موفقیت وی در مدیریت تیم، بیشتر از رانندگی حرفه‌ای است، در سال ۱۹۲۹ تیم اتومبیل‌رانی فراری را تأسیس کرد و از رانندگی اتومبیل‌های مسابقه‌ای، دست کشید. تیم فراری توانست با بهینه‌سازی اتومبیل‌های ساخت آلفا رومئو، به موفقیت چشمگیری دست یابد. انزو فراری از سال ۱۹۳۸ رسماً به عنوان مدیر واحد تولید خودروهای مسابقه‌ای شرکت آلفا رومئو منصوب گردید. هم‌زمان با جنگ جهانی دوم، دولت موسولینی شرکت آلفا رومئو را مصادره نمود.
البته تغییر چندانی در واحد سرپرستی فراری پدیدار نشد و تیم فراری که بر اساس قرارداد با آلفا رومئو تا چهار سال اجازه شرکت در مسابقات را نداشت، موقتاً تغییر نام داد و مدتی به ساخت ابزارآلات و قطعات هواپیما مشغول بود. در طی این مدت اتومبیل مسابقه‌ای «تیپو ۸۱۵» را نیز عرضه کرد، که با توجه به محدودیت قانونی، در مسابقات، بسیار کم فروغ ظاهر شد. کارخانه کوچک فراری در سال ۱۹۴۳ به شهر مارانلو نقل مکان نمود. با وجود بمباران و تخریب کامل در سال ۱۹۴۴، کارخانه فراری از نو ساخته شد و فعالیت خود را در سال ۱۹۴۶ از سر گرفت.
در همان سال، فراری تصمیم گرفت خط تولید خودروهای اسپورت غیرمسابقه‌ای را جهت کسب سود مالی لازم برای تأمین بودجه تیم فراری افتتاح نماید. در همین راستا، شرکت خودروسازی فراری در سال ۱۹۴۵ تأسیس گردید. اولین خودروی غیرمسابقه‌ای فراری در سال ۱۹۴۷ با نام فراری اس۱۲۵ عرضه شد. این اتومبیل مجهز به موتوری ۱۲ سیلندر بود، که فقط ۱۵۰۰ سی‌سی، حجم داشت. این خودرو در روز یازدهم ماه مه همان سال، توسط «فرانکو کورتزه» در پیست پیاچنزا آزمایش شد و دو هفته بعد، قهرمانی جایزه بزرگ رم را به دست آورد. دیگر اتومبیل‌های فراری سمبل زیبایی صنعت خودروسازی شده بودند که این امر حاصل به خدمت گرفتن طراحان و استودیوهای طراحی معروف ایتالیا بود.
پس از به ثمر رسیدن سرمایه‌گذاری‌ها و سرازیر شدن درآمد حاصل از تولید خودروهای غیرمسابقه‌ای، درخشش خودروهای فراری در مسابقات جهانی آغاز شد. تیم فراری در سال ۱۹۵۰ در مسابقات فرمول یک شرکت کرد و اولین پیروزی خود را در سال ۱۹۵۱ در جریان مسابقه بزرگ انگلستان به دست آورد.
سال بعد آلبرتو اسکاری راننده معروف آرژانتینی، اولین مدال قهرمانی جهان را، برای تیم فراری کسب کرد و بدین ترتیب، روند موفقیت فراری آغاز شد. فراری که قدیمی‌ترین تیم فرمول یک به حساب می‌آمد، تقریباً تمام رکوردهای فرمول یک، از جمله ۱۵ عنوان قهرمانی رانندگان و ۱۶ عنوان قهرمانی خودروسازان را به دست آورد. موفقیت این تیم مرهون جدیت و جسارت مردی بود که تا هنگام مرگ در سن ۹۰ سالگی همچنان مدیریت تیم خود را در دست داشت.